# San Buenaventura (Pedro Ruiz González)
San Buenaventura es un cuadro del artista español Pedro Ruiz González, pintado al óleo sobre lienzo y firmado y fechado en 1699.  Se conserva en colección particular. Constituye una de las obras de mayor calidad de la etapa final del artista y es muy ilustrativa de sus características pictóricas.

## Historia
Es desconocida la historia del cuadro anterior a su aparición el año 2004 en una casa de subastas de Madrid. Actualmente la obra está en colección particular.

## Análisis de la obra
El cuadro representa a san Buenaventura de Fidanza, santo franciscano conocido como “Doctor seráfico” por su gran reputación como teólogo. En vida llegó a ser General de la Orden franciscana, obispo y cardenal, y tras su muerte y canonización fue proclamado Doctor de la Iglesia por el papa Sixto V en 1588. Estos múltiples aspectos del santo aparecen representados en el cuadro de manera simultánea.
La composición entera de la obra está dominada por la figura de san Buenaventura, situado prominentemente en el centro del cuadro, con el rostro iluminado y los brazos semi-extendidos en direcciones opuestas, y rodeado por ángeles que ocupan las cuatro esquinas del lienzo trazando una elipse a su alrededor. La figura de san Buenaventura puede haber estado inspirada, en parte, por la de san Isidro en el cuadro destruido de Carreño El milagro de la fuente, cuya apariencia se conoce por una estampa de Juan Bernabé Palomino y por dos dibujos preparatorios del artista. El parecido no se limita a la posición de la figura del santo: son también similares su frontalidad y solemnidad, su mirada perdida e inspirada, y el bello colorido de ambas obras, que en el caso del lienzo de Carreño estaba dominado por los luminosos celajes que ocupaban más de la mitad de la superficie del cuadro. La composición es equilibrada, aunque movida y animada por el resto de personajes de la obra.
Rodean a san Buenaventura diversos elementos significativos de su vida. Dado que fue fraile franciscano y también cardenal, porta una doble indumentaria que muestra ambas condiciones: el hábito franciscano por debajo y el cardenalicio por encima. El capelo cardenalicio está a sus pies, sostenido por un ángel, mientras otro le ofrece el báculo, símbolo de su dignidad de obispo. Los otros dos ángeles de la parte inferior del lienzo sostienen respectivamente una de sus obras escritas y la cruz y una disciplina. En la consola situada a la derecha pueden verse la pluma y el tintero para escribir y varios objetos relacionados con sus obras, además de la mitra episcopal, el bonete y el manípulo.
San Buenaventura, en actitud de pensar para redactar, con la mirada perdida por efecto de la inspiración que parece bajar hasta él en forma de rayos de luz dorada, está situado sobre una alfombra suntuosa y colorida, según un recurso estético utilizado también por otros pintores de la Escuela de Madrid. Se ha escogido para representarle el momento en el que está escribiendo su libro Memorias de san Francisco. Se cuenta que cuando lo estaba escribiendo le visitó santo Tomás de Aquino, que en el cuadro de Pedro Ruiz aparece detrás de san Buenaventura, entrado en la escena y sorprendiéndose ante la visión de san Buenaventura escribiendo. Según el relato, santo Tomás comentó al verle concentrado: «dejemos al santo trabajar para el santo». Posteriormente, en conversación con san Buenaventura, santo Tomás le habría preguntado acerca de las fuentes de su conocimiento teológico, ante lo cual san Buenaventura habría descorrido el velo o cortina que tapaba un crucifijo situado junto a él, señalándolo como la fuente de todo su conocimiento. Este instante del encuentro entre san Buenaventura y santo Tomás, posterior al pintado por Pedro Ruiz González en su obra, fue el escogido por Zurbarán para representar el encuentro entre ambos santos en su cuadro destruido San Buenaventura revela el crucifijo a santo Tomás de Aquino. En el cuadro de Pedro Ruiz puede verse un crucifijo a la derecha del santo que también está cubierto por un manto pero que en el instante representado queda descubierto por la acción de un ángel, aludiendo así al episodio de la revelación del crucifijo a santo Tomás y al propio crucifijo como fuente de inspiración intelectual.
San Buenaventura realizó en vida un considerable esfuerzo para intentar conseguir la reconciliación entre la Iglesia católica y la ortodoxa. A este hecho alude la cita bíblica del libro de Baruc que aparece en una cartela sostenida por ángeles por encima de la cabeza del santo. La cita dice en latín: «Levántate, Jerusalén, sube a lo alto, tiende tu vista hacia Oriente y mira a tus hijos reunidos desde oriente a occidente, a la voz del Santo, alegres del recuerdo de Dios» (Baruc 5,5). Más difícil de interpretar resulta la escena que transcurre al fondo del cuadro, en el interior de una iglesia, donde puede verse a un sacerdote oficiando una misa, a san Francisco de Asís arrodillado y a una figura no identificada, que parece ser simplemente un acompañante de santo Tomás de Aquino durante su visita a san Buenaventura.